# Piero Bottoni
Piero Bottoni (Milano, 11 luglio 1903 – Milano, 9 aprile 1973) è stato un architetto e politico italiano.

## Biografia
Si laureò in architettura a Milano nel 1926. Di formazione complessa (Brera e Politecnico), coltivò vasti interessi progettuali - architettura, urbanistica, restauro, allestimento, design e arredamento - in un intenso rapporto con le altre arti.
Interprete del Razionalismo italiano, dal 1929 al 1949 fu delegato italiano ai Congressi Internazionali di Architettura Moderna; nel 1933 prese parte alla redazione della Carta di Atene, il manifesto dell'urbanistica razionalista. Nello stesso anno fu tra i promotori della rivista Quadrante.
Tra le due guerre partecipò a numerosi concorsi di urbanistica e disegno urbano riguardanti Genova, Verona, Milano, Piacenza, Como, Bologna e Roma. fu tra gli autori di due piani che hanno segnato la storia dell'urbanistica italiana: il Piano della Valle d'Aosta, promosso da Adriano Olivetti nel 1936, e il Piano A.R. (Architetti Riuniti) del 1944-45.
Nel dopoguerra fu membro della direzione di Metron e uno tra i fondatori del Movimento Studi Architettura. Dal 1949 al 1956 fece parte del comitato direttivo di Urbanistica.

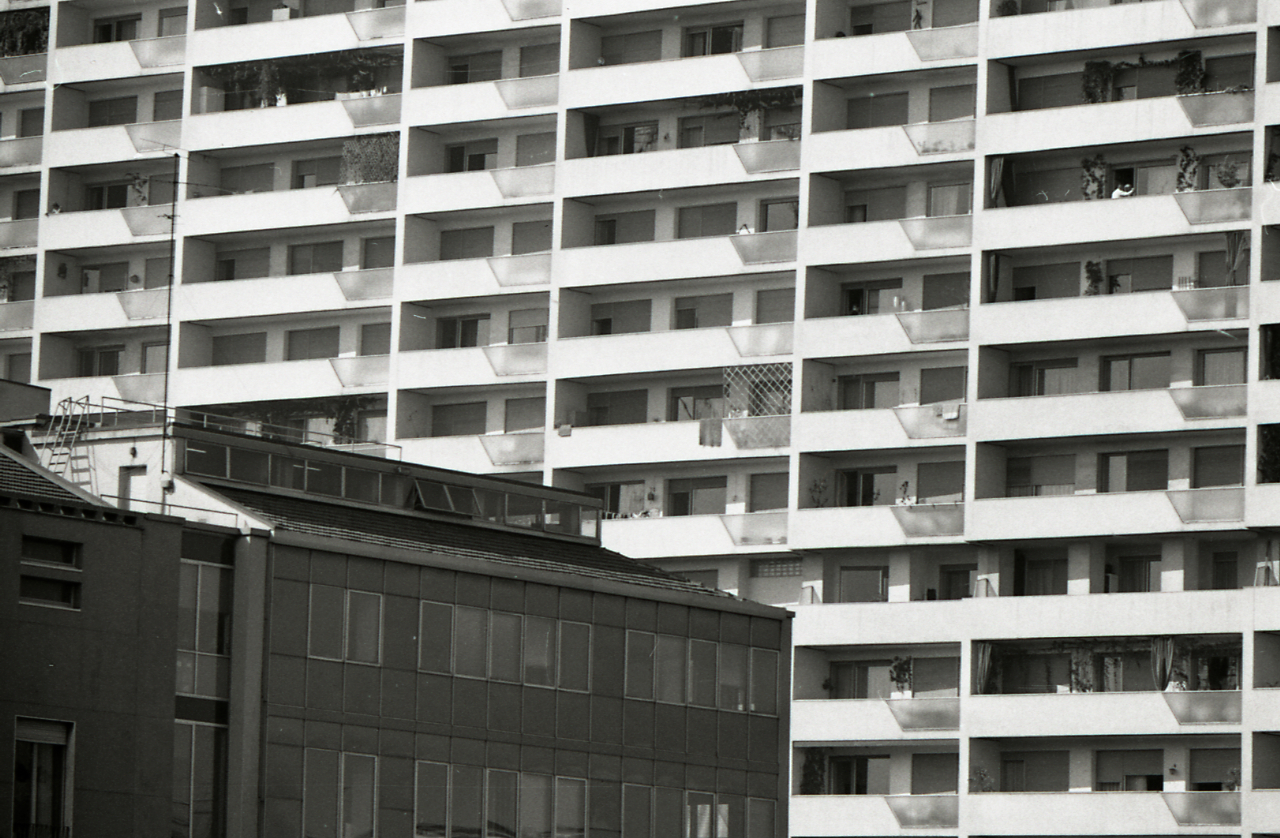
Edificio in Corso Sempione 33, Milano (1955-1957), dettaglio. Foto di Paolo Monti, 1967.

Si impegnò anche in politica: nel maggio 1943 aderì al PCI e nel settembre 1945 fu nominato membro della Consulta Nazionale, conservando tale ruolo fino al giugno 1946. Dal 1956 al 1964 diviene consigliere comunale a Milano, eletto nelle liste del Pci.
Già assistente di Giovanni Muzio al Politecnico di Milano, da cui era stato allontanato per motivi politici nel 1927 e nel 1937, solo nel 1951 poté tenervi un corso di Urbanistica come libero docente. Vi tornerà nel 1964 come incaricato di Allestimento e museografia. Nel frattempo, dal 1954 al 1965, insegnò Tecnica urbanistica alla facoltà di Ingegneria di Trieste. Dal 1967 fu ordinario di Urbanistica al Politecnico di Milano fino al 1971, quando venne sospeso, con tutto il Consiglio della facoltà di Architettura, dal Ministro della pubblica istruzione Riccardo Misasi, contrario alla sperimentazione didattica.
Come Commissario Straordinario della Triennale, promosse e progettò il Quartiere sperimentale QT8. Altri progetti urbanistici interessavano, oltre a Milano, Vignola, Pavullo nel Frignano, Modena, Mantova, Senigallia, S. Gimignano, Sesto S. Giovanni, Brescia, Siena, Breuil, Ferrara, Marina di Pisa, Verbania e Sanremo.
Morì nel 1973 senza aver potuto riprendere l'insegnamento.

## Opere

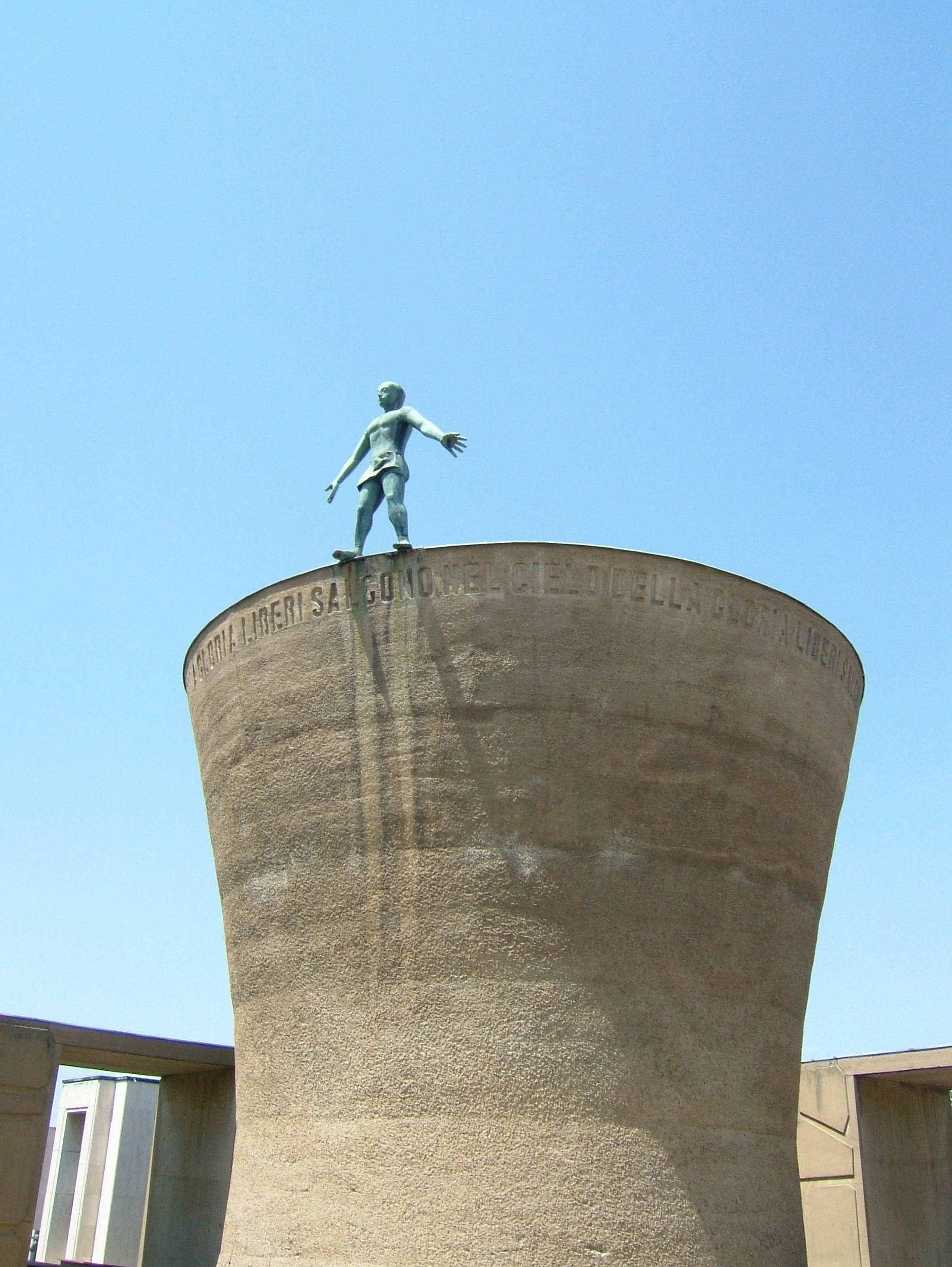
Monumento Ossario ai caduti partigiani, Cimitero monumentale della Certosa di Bologna.

Tra le opere di architettura realizzate prima del 1945 spiccano: 
- le opere dimostrative alla Triennale di Milano, in particolare: I locali di servizio nella Casa elettrica, 1929-30; Quattro case per vacanze, in collaborazione, 1933; Gruppo di elementi di case popolari, in collaborazione, 1933;
- sistemazione della Fiera di Bologna (progetto elaborato con Alberto Legnami e Mario Pucci,m1933
- a Milano: Casa in via Mercadante, 1934-35;
- a Livorno: Villa Dello Strologo, 1934-35; ristrutturazione di casa Bedarida, 1936-37;
- a Reggio Emilia: Villa Davoli, 1934-35;
- a Imola: Villa Muggia, in collaborazione, 1936-38;
- a Napoli: Negozio e sede Olivetti, in collaborazione, 1937-38;
- a Bologna: Circolo ippico, in collaborazione, 1937-39, poi distrutto dai bombardamenti;
- a Lecco: Edificio polifunzionale Inail, in collaborazione, 1939-44;
- a Massa: Stabilimento Olivetti Synthesis, in collaborazione, 1940-42;
- a Belgirate (No): Villa Falciola, 1941-42;
- a Valera Fratta (Lo): Edifici rurali, in collaborazione, 1943-45.

Nello stesso periodo realizza diverse decine di architetture d'interni progettando alcune centinaia di mobili, una parte dei quali destinati anche alla produzione di serie.
Non meno rilevante è l'attività di urbanista che lo vede protagonista di esperienze fondamentali come il piano della Valle d'Aosta promosso da Adriano Olivetti e il piano A.R. per Milano e la Lombardia.
In veste di Commissario straordinario della Triennale di Milano nel 1945 promuove la realizzazione del Quartiere Sperimentale QT8, di cui redige il piano generale e che arricchisce con l'invenzione del Monte Stella, intitolato a Stella Sas Korczynska, scultrice, sposata da Bottoni nel 1941.
Tra le realizzazioni architettoniche più rilevanti del dopoguerra:

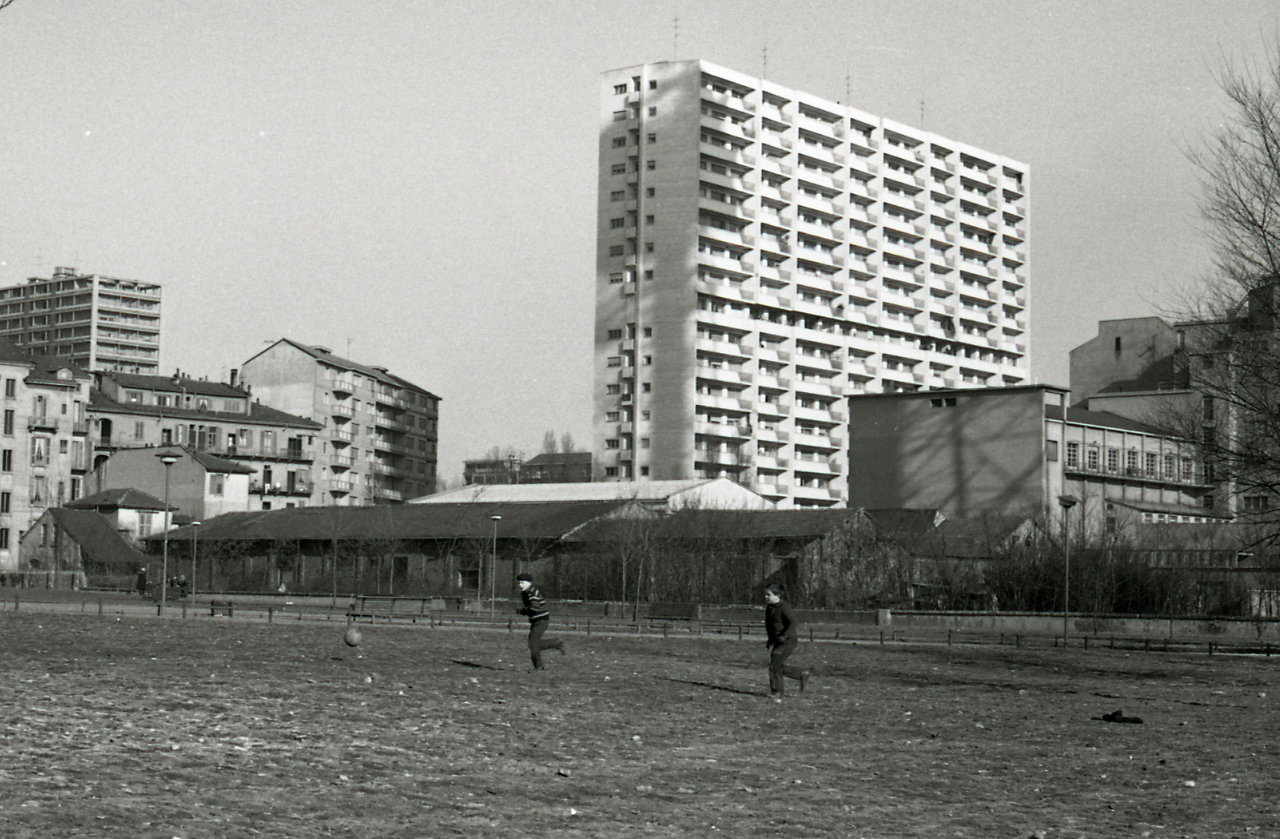
Edificio in Corso Sempione 33, Milano (1955-1957). Foto di Paolo Monti.

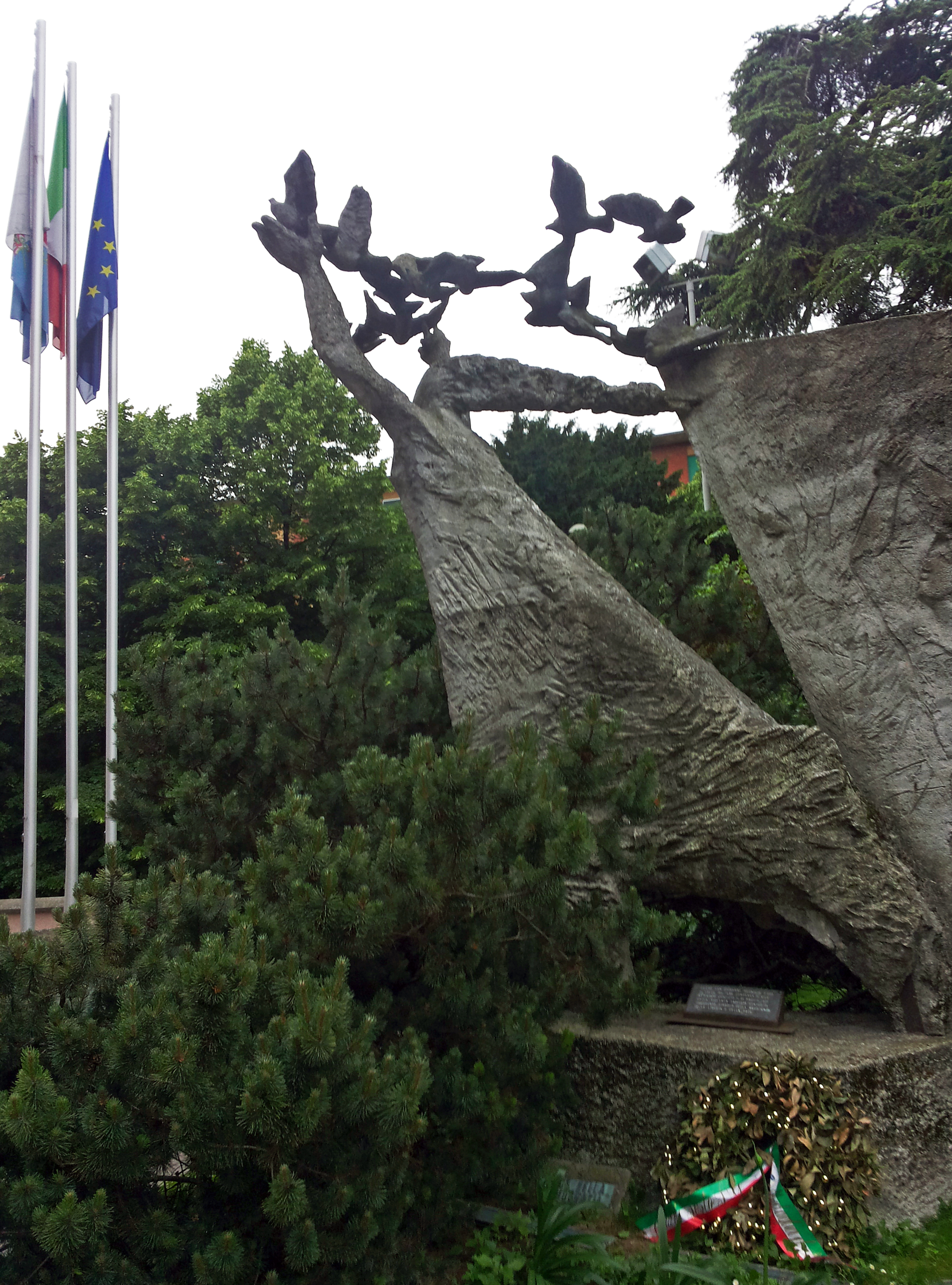
Monumento alla Resistenza di Sesto San Giovanni, architettura generale di Piero Bottoni, sculture di Anna Praxmayer, 1963.

- a Marina di Massa: Casetta nella pineta, 1945;
- a Milano: Palazzo Argentina in corso Buenos Aires, in collaborazione, 1946-51; Casa in corso Genova, in collaborazione, 1949-50; Padiglione per mostre al QT8, 1951; Case INA-Casa in via Novara, 1951-53, in collaborazione, 1951-53; Palazzo Ina in corso Sempione, 1953-58; Due case Ina-casa al quartiere Comasina, in collaborazione, 1956-57;
- a Massa: Nuove officine e fabbricati dei servizi alla Olivetti Synthesis, 1949-55.
- a Muggiò (Mb): Due case INA-Casa, 1949-50;
- a Sesto Calende (Va): Tre case INA-Casa, 1950-53;
- a Storo (Tn): Villa Milio, 1952;
- a Ferrara: Restauro di Casa Minerbi, 1953-61; Restauro del Palazzo Renata di Francia, 1960-64;
- a Bologna: il complesso del Monumento ossario ai partigiani e delle Cappelle funerarie alla Certosa, 1954-63;
- a Brescia: Quartiere INA-Casa a Badia, in collaborazione, 1956-58;
- a Sesto San Giovanni: Palazzo comunale, 1961-67; Monumento alla Resistenza, 1962-63;
- a Capri: Restauro di rudere demaniale, 1958-65; Villa La Quercia, 1968-69.

Continua, anche se meno intensamente, la progettazione di interni e di mobili.
Di rilievo, per il peso che hanno assunto nella storia dei singoli contesti, oltre che della cultura urbanistica, sono i progetti di disegno urbano e i piani redatti per Como, Bologna, Siena, Mantova, S. Gimignano, Ferrara e Sesto S. Giovanni.